# 宮城県道258号仙台館腰線
宮城県道258号仙台館腰線（みやぎけんどう258ごう せんだいたてこしせん）は、宮城県仙台市太白区と同県名取市を結ぶ一般県道である。長町地区と名取市や仙台空港との間を繋ぐ幹線道路の1つで、国道4号仙台バイパス、国道4号（旧道）、JR東北本線などと並走して南北に通じている。

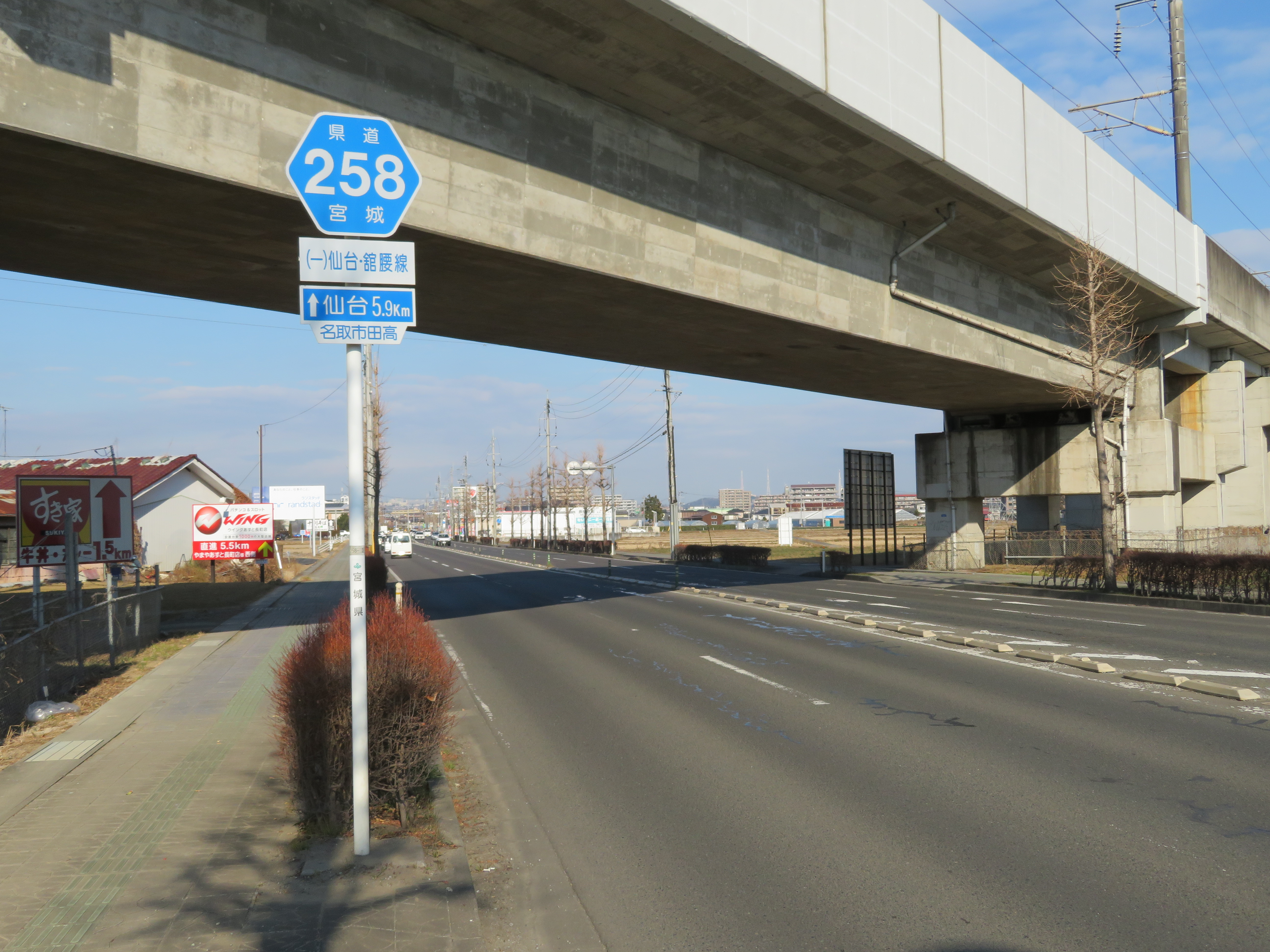
名取市田高付近

## 概要
- 実延長：約12.7 km
- 起点：仙台市太白区長町8丁目
- 終点：名取市植松
- 本線（Google マップ）

仙台市太白区の国道286号長町中学校前交差点から南東へ延びた後、仙台市地下鉄南北線の長町南駅付近からはほぼ南に真っ直ぐに延びる。約630メートルの太白大橋で、笊川、仙台南部道路および名取川を跨ぎ、西中田地区（JR南仙台駅西口）で西側にややバイパスしてまた南へほぼ直進する。仙台・名取市境付近で東北新幹線の高架下を通り、JR名取駅西口を過ぎて愛島丘陵北麓に達すると、南西に向きを変えて同丘陵（愛島小豆島）を越える。同丘陵の南麓で宮城県道126号愛島名取線と接続し、同市南部の植松で宮城県道20号仙台空港線に接続する。
以前の終点である愛島小豆島から、東側の国道4号と県道20号仙台空港線を結ぶ区間が2006年（平成18年）12月26日に開通した（#愛島バイパス参照）。
全線片側2車線以上である。拡幅が遅れていた名取市箱塚 - 愛島小豆島の区間も2008年（平成20年）3月11日より片側2車線となった。ちなみに、愛島バイパス部分を除く名取市内の区間は「都市計画道路箱塚中田線」でもある。
仙台バイパス同様、ロードサイド型の小売店が数多く出店していることが特徴のひとつと言える。

### 愛島バイパス
名取市愛島笠島の宮城県道39号仙台岩沼線と名取市植松の国道4号とを結ぶ片側2車線の区間。全長3720 m。2006年（平成18年）12月26日に開通した。都市圏自動車専用道路の候補路線である宮城県横断自動車道および仙台空港連絡道と並走する（仙台空港鉄道仙台空港線#沿革参照）。
愛島丘陵南麓の水田地帯（縄文海進時には潟湖）に盛り土をして作られているが、既存の道路とは平面交差のため、起伏が大きい。区間東側の館腰跨線橋 (309 m) は、東北本線と国道4号を跨ぎ宮城県道20号仙台空港線と合流する立体交差である。この部分は愛島丘陵東端にある浜堤列が途切れる部分である。なお、館腰跨線橋の周辺（旧奥州街道交点 - 県道20号仙台空港線合流点）は自転車及び歩行者通行止めとなっている。
館腰跨線橋と立体交差で越える国道4号とは直接接続することができないため、東北本線館腰駅前から延びる県道20号仙台空港線の旧道を改良し接続道路を新設した。
以前の終点である愛島小豆島から西側の県道39号仙台岩沼線へと接続する区間は宮城県道126号愛島名取線との重用区間になっている。その意味でこの区間は県道126号愛島名取線のバイパスでもある。

## 通過する自治体
- 宮城県
  - 仙台市（太白区）
  - 名取市

## 接続する道路
- 国道286号（起点）
- 宮城県道39号仙台岩沼線（仙台市太白区西中田、名取市愛島笠島）
- 宮城県道118号名取村田線（名取市田高）
- 宮城県道126号愛島名取線（名取市愛島小豆島）
- 宮城県道20号仙台空港線（名取市植松）
- 国道4号（終点）